# Werkverzeichnis Anton Bruckner
Das Werkverzeichnis Anton Bruckner (WAB) ist ein Verzeichnis der Werke von Anton Bruckner. Es wurde 1977 von Renate Grasberger veröffentlicht. Das WAB ist ein systematisches Verzeichnis. Die einzelnen Werke sind in der jeweiligen Gruppe alphabetisch sortiert. Verschollene Werke sind am Ende der jeweiligen Gruppen einsortiert.
Neuzuschreibungen und Neufunde sowie die neuerliche Bewertung von Incerta und Falsa machen eine gründliche Überarbeitung des WAB notwendig. Im Rahmen des ÖAW-Forschungsprojektes Digitales Werkverzeichnis Anton Bruckner (dWAB, 2017–2020) wurden diese Arbeiten erledigt.

## Verzeichnis

### Geistliche Vokalmusik (WAB 1–54)
- WAB 1 – Afferentur regi
- WAB 2 – Am Grabe
- WAB 3 – Asperges me (1. äolisch, 2. F-Dur)
- WAB 4 – Asperges me, F-Dur
- WAB 5 – Ave Maria, 1856
- WAB 6 – Ave Maria, 1861
- WAB 7 – Ave Maria, 1882
- WAB 8 – Ave regina coelorum
- WAB 9 – Christus factus est (recte: Choralmesse für den Gründonnerstag), 1844
- WAB 10 – Christus factus est, um 1879 (recte: 1873)
- WAB 11 – Christus factus est, 1884
- WAB 12 – Dir, Herr, dir will ich mich ergeben
- WAB 13 – Ecce sacerdos
- WAB 14 – Entsagen
- WAB 15 – Festgesang
- WAB 16 – Festkantate
- WAB 17 – In jener letzten der Nächte
- WAB 18 – In Sanctum Angelum custodem (Iam lucis orto sidere)
- WAB 19 – Inveni David, 1868
- WAB 20 – Inveni David (versus Os justi, WAB 30), 1879
- WAB 21 – Libera me, Domine, 1843
- WAB 22 – Libera me, Domine, 1854
- WAB 23 – Locus iste
- WAB 24 – Magnificat
- WAB 25 – Windhaager Messe (Messe in C-Dur), um 1842
- WAB 26 – Messe Nr. 1 in d-Moll
- WAB 27 – Messe Nr. 2 in e-Moll
- WAB 28 – Messe Nr. 3 in f-Moll
- WAB 29 – Missa solemnis in B
- WAB 30 – Os justi
- WAB 31 – Pange lingua
- WAB 32 – Pange lingua (recte: Tantum ergo)
- WAB 33 – Pange lingua et Tantum ergo
- WAB 34 – Psalm 22
- WAB 35 – Psalm 112
- WAB 36 – Psalm 114
- WAB 37 – Psalm 146
- WAB 38 – Psalm 150
- WAB 39 – Requiem
- WAB 40 – Salvum fac populum
- WAB 41 – Tantum ergo, 1846 (1. Es-Dur, 2. C-Dur, 3. B-Dur, 4. As-Dur)
- WAB 42 – Tantum ergo, 1846 (D-Dur)
- WAB 43 – Tantum ergo, 1845/46
- WAB 44 – Tantum ergo, 1854/55
- WAB 45 – Te Deum
- WAB 46 – Tota pulchra es
- WAB 47 – Totenlied Nr. 1
- WAB 48 – Totenlied Nr. 2
- WAB 49 – Trauungslied
- WAB 50 – Veni creator spiritus (Orgelbegleitung)
- WAB 51 – Vexilla regis
- WAB 52 – Virga Jesse
- WAB 53 – Vor Arneths Grab
- WAB 54 – Zur Vermählungsfeier

### Weltliche Vokalmusik (WAB 55–95)
- WAB 55 – Der Abendhimmel, 1861/62 (As-Dur)
- WAB 56 – Der Abendhimmel, 1866 (F-Dur)
- WAB 57 – Abendzauber
- WAB 58 – Amaranths Waldeslieder
- WAB 59 – An dem Feste
- WAB 60 – Auf, Brüder, auf! Und die Saiten zur Hand
- WAB 61 – Heil, Vater! Dir zum hohen Feste!
- WAB 62 – Des Dankes Wort sei mir vergönnt
- WAB 63 – Das deutsche Lied
- WAB 64 – Du bist wie eine Blume
- WAB 65 – Das edle Herz, 1851
- WAB 66 – Das edle Herz, 1861 (recte: 1857)
- WAB 67 – Festlied
- WAB 68 – Frühlingslied
- WAB 69 – Die Geburt
- WAB 70 – Germanenzug
- WAB 71 – Helgoland
- WAB 72 – Herbstkummer
- WAB 73 – Herbstlied
- WAB 74 – Das hohe Lied
- WAB 75 – Im April
- WAB 76 – Laßt Jubeltöne laut erklingen
- WAB 77 – Der Lehrerstand
- WAB 78 – Das Lied vom deutschen Vaterland
- WAB 79 – Mein Herz und deine Stimme
- WAB 80 – Mitternacht
- WAB 81 – Nachruf
- WAB 82 – Sängerbund
- WAB 83 – 2 Sängersprüche (1. D-Dur, 2. A-Dur)
- WAB 84 – Ständchen
- WAB 85 – Sternschnuppen
- WAB 86 – Tafellied
- WAB 87 – Träumen und Wachen
- WAB 88 – Trösterin Musik
- WAB 89 – Um Mitternacht, 1864
- WAB 90 – Um Mitternacht, 1886/1887
- WAB 91 – Vaterländisches Weinlied
- WAB 92 – Vaterlandslied
- WAB 93 – Vergißmeinnicht
- WAB 94 – Volkslied
- WAB 95 – 2 Wahlsprüche (1. A-Dur, 2. C-Dur)

### Orchesterwerke (WAB 96–109)
- WAB 96 – Marsch
- WAB 97 – 3 Orchesterstücke
- WAB 98 – Ouvertüre
- WAB 99 – Sinfonie in f-Moll
- WAB 100 – Sinfonie in d-Moll
- WAB 101 – 1. Sinfonie
- WAB 102 – 2. Sinfonie
- WAB 103 – 3. Sinfonie
- WAB 104 – 4. Sinfonie
- WAB 105 – 5. Sinfonie
- WAB 106 – 6. Sinfonie
- WAB 107 – 7. Sinfonie
- WAB 108 – 8. Sinfonie
- WAB 109 – 9. Sinfonie

### Kammermusik (WAB 110–113)
- WAB 110 – Abendklänge
- WAB 111 – Streichquartett
- WAB 112 – Streichquintett
- WAB 113 – Intermezzo

### Bläsermusik (WAB 114–116)
- WAB 114 – Aequale
- WAB 115 – Apollo-Marsch (recte: nicht von Anton Bruckner, aber von Béla Kéler)
- WAB 116 – Marsch

### Klaviermusik (WAB 117–124)
- WAB 117 – Erinnerung
- WAB 118 – Fantasie
- WAB 119 – Klavierstück
- WAB 120 – Lancier-Quadrille
- WAB 121 – Quadrille
- WAB 122 – Steiermärker
- WAB 123 – Stille Betrachtung an einen Herbstabend
- WAB 124 – 3 kleine Vortragsstücke (1. G-Dur, 2. G-Dur, 3. F-Dur)

### Orgelkompositionen (WAB 125–131)
- WAB 125 – Fuge
- WAB 126 – Nachspiel
- WAB 127 – Präludium
- WAB 128 – 4 Präludien
- WAB 129 – Perger Präludium
- WAB 130 – Vorspiel
- WAB 131 – Vorspiel und Fuge

### Verschollene Werke (WAB 132–135)
- WAB 132 – Litanei
- WAB 133 – Requiem
- WAB 134 – Salve Maria
- WAB 135 – Zigeuner-Waldlied

### Entwürfe (WAB 136–143)
- WAB 136 – Domine, ad adjuvandum me festina (recte: nicht von Anton Bruckner, aber von Johan Baptist Weiß)
- WAB 137 – Duetto
- WAB 138 – Liedentwurf
- WAB 139 – Messe in Es-Dur (nur „Kyrie“)
- WAB 140 – Missa pro Quadragesima (ohne „Gloria“ und „Credo“)
- WAB 141 – Requiem (Fragment)
- WAB 142 – Sinfonie in B-Dur (Fragment)
- WAB 143 – Finale zur 9. Sinfonie (Fragment)

### Zweifelhafte Kompositionen (WAB 144–145)
- WAB 144 – Herz-Jesu-Lied
- WAB 145 – O du liebes Jesu Kind

### Nachtrag (WAB 146–149)
- WAB 146 – Messe ohne Gloria (Kronstorfer Messe)
- WAB 147 – Motto
- WAB 148 – 2 Motti (1. C-Dur, 2. d-moll)
- WAB 149 – Aequale